# Cidno
El Cidno era, junto con el Píramo y el Saros, uno de los tres grandes ríos de Cilicia. Su desembocadura en el Mediterráneo formaba una laguna, llamada Rhegma. La laguna servía de puerto a Tarso. Inicialmente, el río fluía por medio de la ciudad. Pero tras una inundación, Justiniano I modificó el recorrido del río, rodeando la ciudad. Al norte de la ciudad, el río tiene unas impresionantes cataratas.
Según las noticias de Flavio Arriano (an. 2,4,7), Alejandro Magno enfermó gravemente tras tomar un baño en las aguas heladas del río.
En la Edad Media, los árabes llamaron al río Nahr al-Baradan gen. En la actualidad se llama Tarsus Çayι (Tarso Çay).

## Dios fluvial
En la antigüedad, la deidad del río también se llamaba «Cidno». Se la representaba a menudo en el reverso de las monedas de Tarso.
Esteban de Bizancio cita a Atenodoro de Tarso:

Anquíale, hija de Jápeto, fundó Anquíale (una ciudad cerca de Tarso): su hijo fue Cidno, quien dio su nombre al río de Tarso: el hijo de Cidno fue Partenio, por quien la ciudad fue llamada Partenia: más tarde el nombre se cambió a Tarso.